# Calle de Vera (Sagunto)
La calle de Vera es una vía pública de la ciudad española de Sagunto.

## Descripción
La vía discurre desde la calle de Teruel hasta la de San Francisco. Recibió el título por el apellido de una familia que habitaba una posada antigua de la ciudad. Aparece descrita en el Nomenclator de las calles, plazas y puertas antiguas y modernas de la ciudad de Sagunto (1901) de Antonio Chabret y Fraga con las siguientes palabras:

Vera (calle de). Empieza en la de Teruel y concluye en la de San Francisco. Recibió este nombre del apellido de una familia que habitó en una posada antigua, que hará unos treinta años desapareció. En el siglo XV pertenecía dicha posada á Joan Agustí, y tenía una plazuela delante con algunos árboles, por donde pasaba el camino antiguo de Teruel.
(Chabret y Fraga, 1901, p. 92)